# Rahel Daniel
Rahel Daniel Chebre (* 16. November 2001) ist eine eritreische Leichtathletin, die sich auf den Langstreckenlauf spezialisiert hat.

## Sportliche Laufbahn
Erste Erfahrungen bei internationalen Meisterschaften sammelte Rahel Daniel im Jahr 2019, als sie bei den Juniorenafrikameisterschaften in Abidjan in 9:46,33 min den vierten Platz im 3000-Meter-Lauf belegte und über 5000 m mit 16:44,07 min auf Rang sechs gelangte. Ende August startete sie im 1500-Meter-Lauf bei den Afrikaspielen in Rabat und belegte dort in 4:27,04 min den zehnten Platz. 2021 qualifizierte sie sich dann im 5000-Meter-Lauf für die Olympischen Sommerspiele in Tokio und verpasste dort mit 15:02,59 min den Finaleinzug. Im November siegte sie nach 25:03 min beim Cross de Atapuerca und im Februar 2022 siegte sie mit 21:09 min beim Almond Blossom Crosslauf. Anschließend startete sie im 3000-Meter-Lauf bei den Hallenweltmeisterschaften in Belgrad und belegte dort mit neuem Landesrekord von 8:46,53 min den achten Platz. Im Juli gelangte sie bei den Weltmeisterschaften in Eugene mit 30:12,15 min auf Rang fünf über 10.000 Meter und verpasste über 5000 Meter mit 15:31,03 min den Finaleinzug. 
2023 siegte sie in 19:10 min beim Campaccio und anschließend in 25:43 min beim Elgoibar Juan Muguerza Cross-Country sowie in 28:41 min beim CrossCup de Hannut. Im Februar gelangte sie bei den Crosslauf-Weltmeisterschaften in Bathurst nach 39:22 min auf Rang 57. Im Jahr darauf kam sie bei den Olympischen Sommerspielen in Paris über 10.000 Meter nicht ins Ziel.
In den Jahren 2020 und 2022 wurde Daniel eritreische Meisterin im 5000-Meter-Lauf sowie 2022 auch über 10.000 Meter.

## Persönliche Bestzeiten
- 1500 Meter: 4:14,8 min, 28. März 2021 in Asmara
- 3000 Meter: 9:46,33 min, 16. April 2019 in Abidjan
  - 3000 Meter (Halle): 8:46,53 min, 18. März 2022 in Belgrad (eritreischer Rekord)
- 5000 Meter: 14:36,66 min, 27. Mai 2022 in Eugene (eritreischer Rekord)
- 10.000 Meter: 30:12,15 min, 16. Juli 2022 in Eugene (eritreischer Rekord)